# دوير اللين
 دوير اللين  هي قرية سوريّة من قرى وادي النصارى بريف حمص الغربي، وتعد من أصغر قرى المحافظة. يعيش قسم كبير من سكانها في بلاد المغترب، ويعمل أهلها اليوم بزراعة التفاح والزيتون، وتنشط فيها حركة السياحة صيفاً بفعل مناخها المعتدل. تحوي القرية كنيسة أثرية اسمها «كنيسة مار سمعان»، أما عن أصل اسمها، فيعود إلى دير قديم سُمّي «دير اللين». 